# Зеллфуд (Флорида)
Зеллфуд (англ. Zellwood) — статистически обособленная местность, расположенная в округе Ориндж (штат Флорида, США) с населением в 2540 человек по статистическим данным переписи 2000 года.

## География
По данным Бюро переписи населения США статистически обособленная местность Зеллфуд имеет общую площадь в 10,62 квадратных километров, из которых 10,1 кв. километров занимает земля и 0,52 кв. километров — вода. Площадь водных ресурсов округа составляет 4,9 % от всей его площади.
Статистически обособленная местность Зеллфуд расположена на высоте 30 м над уровнем моря.

## Демография
По данным переписи населения 2000 года в Зеллфудe проживало 2540 человек, 795 семей, насчитывалось 1239 домашних хозяйств и 1409 жилых домов. Средняя плотность населения составляла около 239,17 человек на один квадратный километр. Расовый состав населённого пункта распределился следующим образом: 93,62 % белых, 2,83 % — чёрных или афроамериканцев, 0,31 % — коренных американцев, 0,04 % — азиатов, 1,10 % — представителей смешанных рас, 2,09 % — других народностей. Испаноговорящие составили 9,09 % от всех жителей статистически обособленной местности.
Из 1239 домашних хозяйств в 9,5 % воспитывали детей в возрасте до 18 лет, 55,8 % представляли собой совместно проживающие супружеские пары, в 5,6 % семей женщины проживали без мужей, 35,8 % не имели семей. 32,1 % от общего числа семей на момент переписи жили самостоятельно, при этом 23,8 % составили одинокие пожилые люди в возрасте 65 лет и старше. Средний размер домашнего хозяйства составил 2,00 человек, а средний размер семьи — 2,43 человек.
Население статистически обособленной местности по возрастному диапазону по данным переписи 2000 года распределилось следующим образом: 11,1 % — жители младше 18 лет, 3,8 % — между 18 и 24 годами, 15,4 % — от 25 до 44 лет, 21,0 % — от 45 до 64 лет и 48,7 % — в возрасте 65 лет и старше. Средний возраст жителей составил 64 года. На каждые 100 женщин в Зеллфудe приходилось 86,5 мужчин, при этом на каждые сто женщин 18 лет и старше приходилось 84,6 мужчин также старше 18 лет.
Средний доход на одно домашнее хозяйство статистически обособленной местности составил 29 300 долларов США, а средний доход на одну семью — 34 468 долларов. При этом мужчины имели средний доход в 24 091 доллар США в год против 20 378 долларов среднегодового дохода у женщин. Доход на душу населения статистически обособленной местности составил 29 300 долларов в год. 6,6 % от всего числа семей в населённом пункте и 11,9 % от всей численности населения находилось на момент переписи населения за чертой бедности, при этом 23,8 % из них были моложе 18 лет и 4,2 % — в возрасте 65 лет и старше.